# Bart Carny
«Bart Carny» (с англ. — «Карнавальщик Барт») — двенадцатый эпизод девятого сезона мультсериала «Симпсоны». Впервые вышел в эфир 11 января 1998 года. Сценарий написал Джон Шварцвельдер, а режиссёром серии стал Марк Киркланд.

## Сюжет
Мардж узнаёт, что задний двор дома Симпсонов похож на свалку. Она решает заставить Барта и Лизу там убраться, но безрезультатно. Тем временем в город приезжает ярмарка, и Симпсоны отправляются на неё. Они катаются на разных аттракционах, включая американские горки «Зубодробилка» и поломанную комнату страха. Также Гомер знакомится с одним из работников ярмарки, Кудером, и его сыном Спадом.
Барт умудряется прокатиться на машине Адольфа Гитлера и сломать её, врезавшись в дерево. Богатый техасец, владелец ярмарки, хочет оштрафовать Барта, но поскольку денег у него не было, то Барта заставили отработать на ярмарке свой долг (Гомер, разумеется, присоединился к нему). На своей новой работе Гомер ближе знакомится с Кудером и его сыном. Работа же Гомера и Барта оказывается не такой весёлой, как им казалось — Барт убирает навоз «самой маленькой лошадки в мире», а Гомера используют в аттракционе по сбиванию мишени как человека, падающего в воду, в случае удачного броска.
Но вскоре Гомер и Барт заменяют Кудера на метании колец. К несчастью, аттракцион закрывают из-за того, что Гомер не понял намёков шефа Виггама на взятку. Чувствуя себя виноватым перед Кудером (с этим аттракционом была связана вся его жизнь), Гомер предлагает ему и сыну временно пожить у Симпсонов.
Вначале Мардж не очень нравятся Кудеры, но после того, как Кудер дал семье билеты на морскую прогулку на лодке со стеклянным дном, все решили, что Кудеры — хорошие люди. Однако пока Симпсоны были на прогулке, Кудеры сменили замок на двери и забили все окна и двери, лишив Симпсонов дома. Шеф Виггам отказывается помочь Симпсонам вернуть дом из-за вышеупомянутого случая со взяткой, так что Симпсоны вынуждены жить в домике на дереве Барта.
Поначалу придумать, как вернуть себе дом, у Симпсонов не получается. Всё сводится к тому, чтобы просто поджечь его. Но у Гомера вдруг появляется идея — он предлагает Кудеру сделку: если Гомер забросит обруч на дымоходную трубу их дома, то дом будет принадлежать Симпсонам, а если нет — то Кудерам. Гомер готовится к броску, но в момент броска он бросает обруч на землю и вместе со своей семьёй забегает в дом, оставляя Кудеров с носом. Поначалу Гомеру опять становится жалко Кудеров, но Мардж показывает ему подушку на диване, которую помяли Кудеры, и Гомер сразу забывает о них. Ведь теперь у него дело поважнее — надо снова оборудовать диван под себя.